# Orimarga latissima
Orimarga latissima är en tvåvingeart som beskrevs av Alexander 1934. Orimarga latissima ingår i släktet Orimarga och familjen småharkrankar. Inga underarter finns listade i Catalogue of Life.